# Armbruster Sámuel
Armbruster Sámuel (17. század) jogász.
Szentgyörgyön, Pozsony vármegyében született, alapos jártasságot szerzett a magyar törvényekben. A magyar nyelven kívül beszélt német, latin és cseh nyelveken is.

## Munkái
Hittani munkát írt a saját maga számára, amelyet aztán többek kívánságára kinyomatott ilyen címmel: Bis senae, piaeque agitationes mortis et aeternitatis. Pozsony, 1671. (Új kiadása Altdorf, 1703.) Műve Sándor István Könyvesháza és egy 18. századi könyvjegyzék szerint, magyar nyelven is megjelent: Tizenkét elmélkedések a halálról és örökkévalóságról. Pozsony, 1691. címmel.